# Grevenbroich
Grevenbroich je mesto in občina v okrožju Rhein-Kreis Neuss, Severno Porenje - Vestfalija, Nemčija. Leži ob reki Erft približno 15 km jugozahodno od Neussa in 15 km jugovzhodno od Mönchengladbacha. Leta 2011 je imelo 63.500 prebivalcev.